# Natale nel Regno Unito

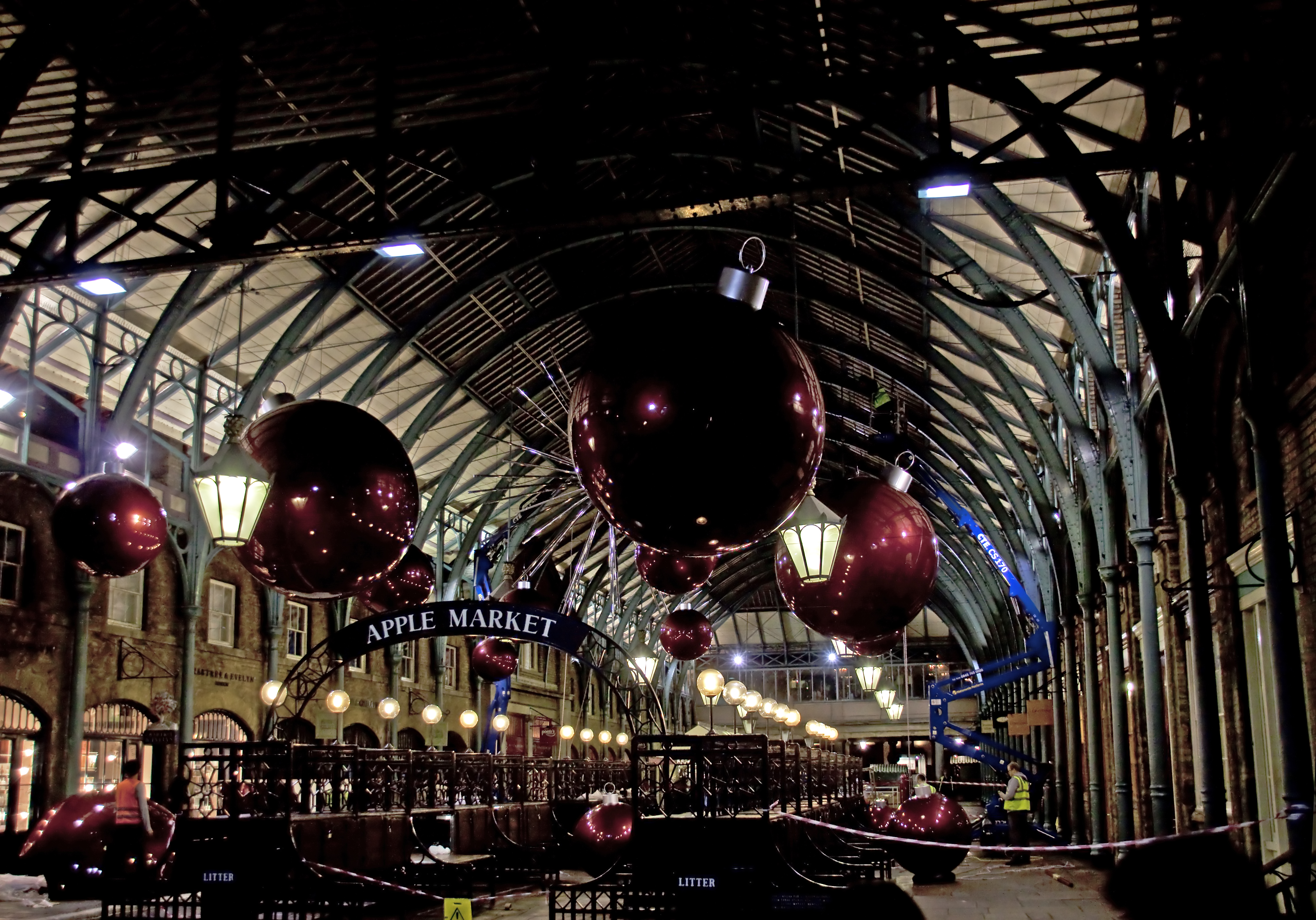
Decorazioni natalizie a Covent Garden, Londra

Questa voce illustra le principali tradizioni natalizie del Regno Unito, oltre agli aspetti storici e socio-economici della festa in questo Paese.

## Termini per "Natale"

### Termini per "Natale" in inglese

#### Il termine Christmas

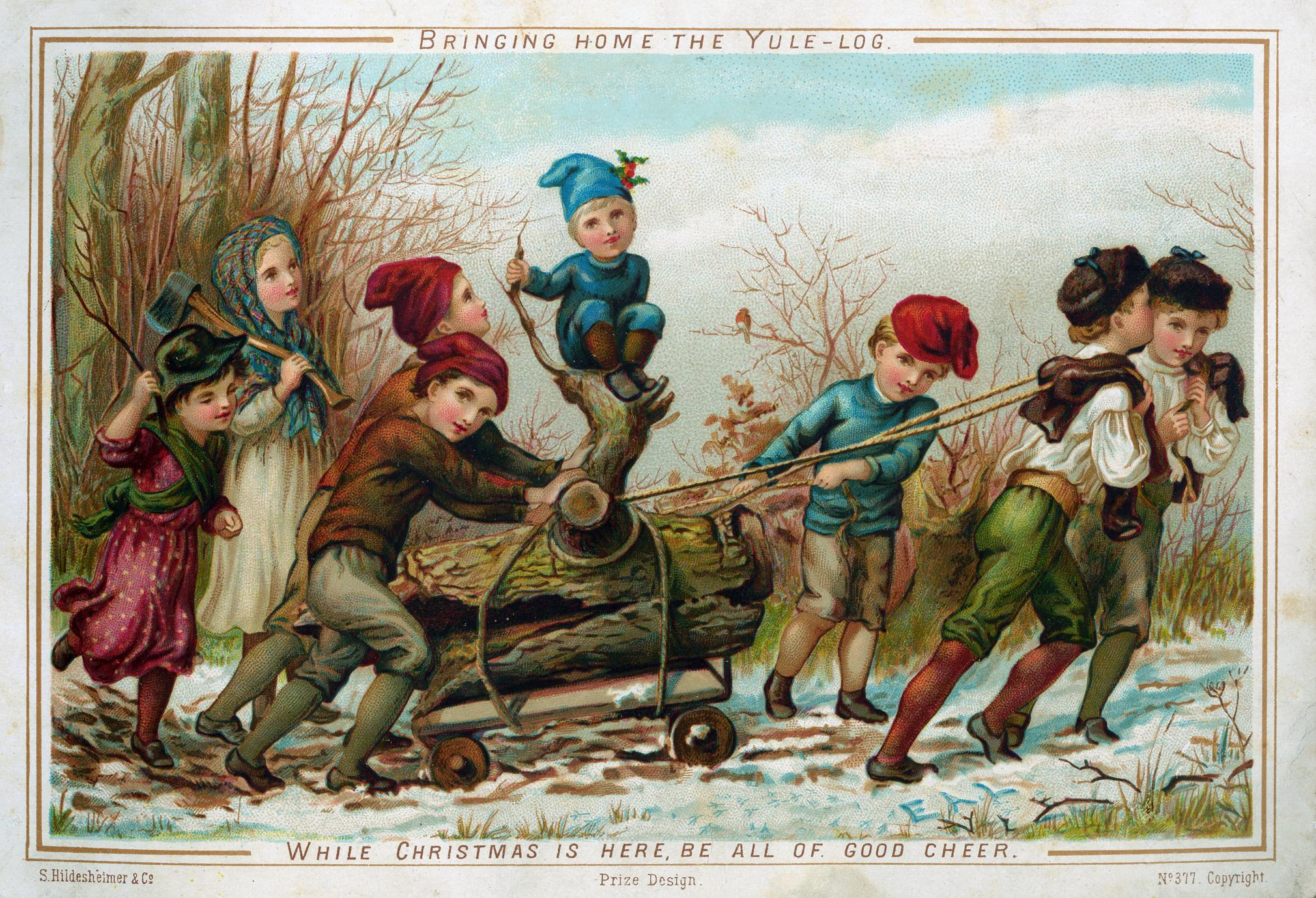
Cartolina natalizia vittoriana in cui compare il termine Christmas

Il termine inglese per "Natale" è Christmas.
Questo termine è attestato in medio inglese come Christemasse, termine a suo volta derivato dall'antico inglese Christes-messe, che significa "Messa di Cristo". Si tratta di un termine che corrisponde dunque all'olandese Kerstmis.
Il termine viene spesso abbreviato in Xmas, dove X è l'iniziale del termine greco Χριστός ("Cristo"). Alcune persone ritengono tuttavia questa ortografia "blasfema".
Formule d'augurio sono Merry Christmas! e Happy Christmas!

#### Il termine Yule
Un altro termine inglese per "Natale" è Yule: era diffuso principalmente nel Nord dell'Inghilterra e in Scozia e viene solitamente indicato come "dialettale".
Il termine, di origine incerta, è etimologicamente collegato al termine per "Natale" in uso nelle lingue scandinave, ovvero jul, e fa forse riferimento ad una festività invernale precristiana.
Si ritrova in composti quali Yule-tide ("periodo natalizio"), yule log ("ceppo di Natale"), ecc.
Il termine si ritrova inoltra nella formula d'augurio in Scots, ovvero Blithe Yule!

### Termini per "Natale" nelle altre lingue del Regno Unito
Il termine per "Natale" in lingua gallese è Nadolig e la formula d'augurio è Nadolig Llawen! !.
In gaelico scozzese il termine per "Natale" è Nollaig e la formula d'augurio è 'Nollaig Chridheil!.
In lingua cornica, un'altra lingua di ceppo celtico un tempo parlata nel sud-ovest dell'Inghilterra, il termine per "Natale" è Nadelik e la formula d'augurio è Nadelik Lowen!.
Infine, in lingua mannese (altra lingua di ceppo celtico) il termine per "Natale" è Nollick e la formula d'augurio è Nollick Ghennal!.

## Storia

### Inghilterra
Si hanno notizie di festeggiamenti del Natale cristiano in Inghilterra sin dal 597, anno in cui Agostino di Canterbury battezzò migliaia di Anglosassoni esattamente il 25 dicembre.
Nel corso del IX secolo, il re Alfredo stabilì che nei Dodici Giorni di Natale il popolo inglese dovesse essere dispensato dalle mansioni lavorative, mentre re Etelredo stabilì che il Natale fosse un periodo di pace e amicizia, durante il quale dovevano cessare tutte le contese.
Nel XVII secolo, si assistette all'insorgere dei Puritani contro i festeggiamenti natalizi, ritenuti troppo chiassosi. E dopo la loro vittoria nella guerra civile inglese, la festa del Natale, tra il 1640 e il 1650 fu messa al bando e dichiarata fuorilegge, con tanto di minaccia di arresto per chi osasse celebrarle in qualsiasi forma.
In seguito, anche dopo la restaurazione della monarchia nel 1660, il Natale era ormai sempre più associato alla baldoria che alla carità e aveva ormai perso d'importanza anche presso i ceti aristocratici, tanto che nel secolo successivo i tradizionali festeggiamenti erano in gran parte caduti in disuso.
Si assistette ad una riscoperta del Natale come festa legata alla carità e alla famiglia solo intorno alla metà del XIX secolo durante il regno della regina Vittoria e del principe Alberto, al quale si deve gran parte del merito della rinascita dei festeggiamenti natalizi in Inghilterra (fu lui che introdusse l'albero di Natale in Inghilterra). Un ruolo fondamentale lo giocò anche l'opera di Charles Dickens Canto di Natale (1843), che promosse gli aspetti caritatevoli della festa.
Agli inizi del XX secolo, i numerosi immigrati italiani che popolavano la Eyre Street di Londra si premuravano di allestire la via secondo le usanze tipiche del Natale napoletano.

### Scozia
Fino al 1560 i festeggiamenti natalizi in Scozia coincidevano perfettamente con quelli dei vicini inglesi, ovvero restavano in piedi tutte le tradizioni tipiche di questa festa, come l'intonazione di canti natalizi, l'accensione del ceppo di Natale, ecc.
Tutto mutò però a partire dal 1561, quando la Chiesa calvinista, che, nel frattempo aveva preso sempre più influenza, abolì tramite il Libro della Disciplina il Natale e l'Epifania, bollandole come invenzioni papiste.
Così, nel 1583, la Chiesa di Glasgow minacciò di scomunica tutti coloro che intendevano festeggiare il Natale.
Tutta questa serie di divieti contro i festeggiamenti del Natale trovarono però un'opposizione da parte della corte scozzese e nel 1618 re Giacomo, tra le norme presenti nei cosiddetti "Cinque articoli", impose anche la reintroduzione delle celebrazioni natalizi secondo le usanze inglesi. Soltanto dodici anni dopo però, i religiosi intransigenti costrinsero il successore di re Giacomo, Carlo I, ad abrogare tali articoli, vietando così nuovamente la celebrazione del Natale.
Le vecchie tradizioni natalizie continuavano tuttavia a sopravvivere in parte delle Highlands e nelle isole Ebridi, dove la riforma calvinista non aveva attecchito appieno.

## Tradizioni religiose

### Plygain
Un'antica tradizione dell'alba di Natale in Galles era il plygain, una funzione religiosa illuminata da candele.

## Tradizioni popolari

### Personaggi del folclore

#### Father Christmas

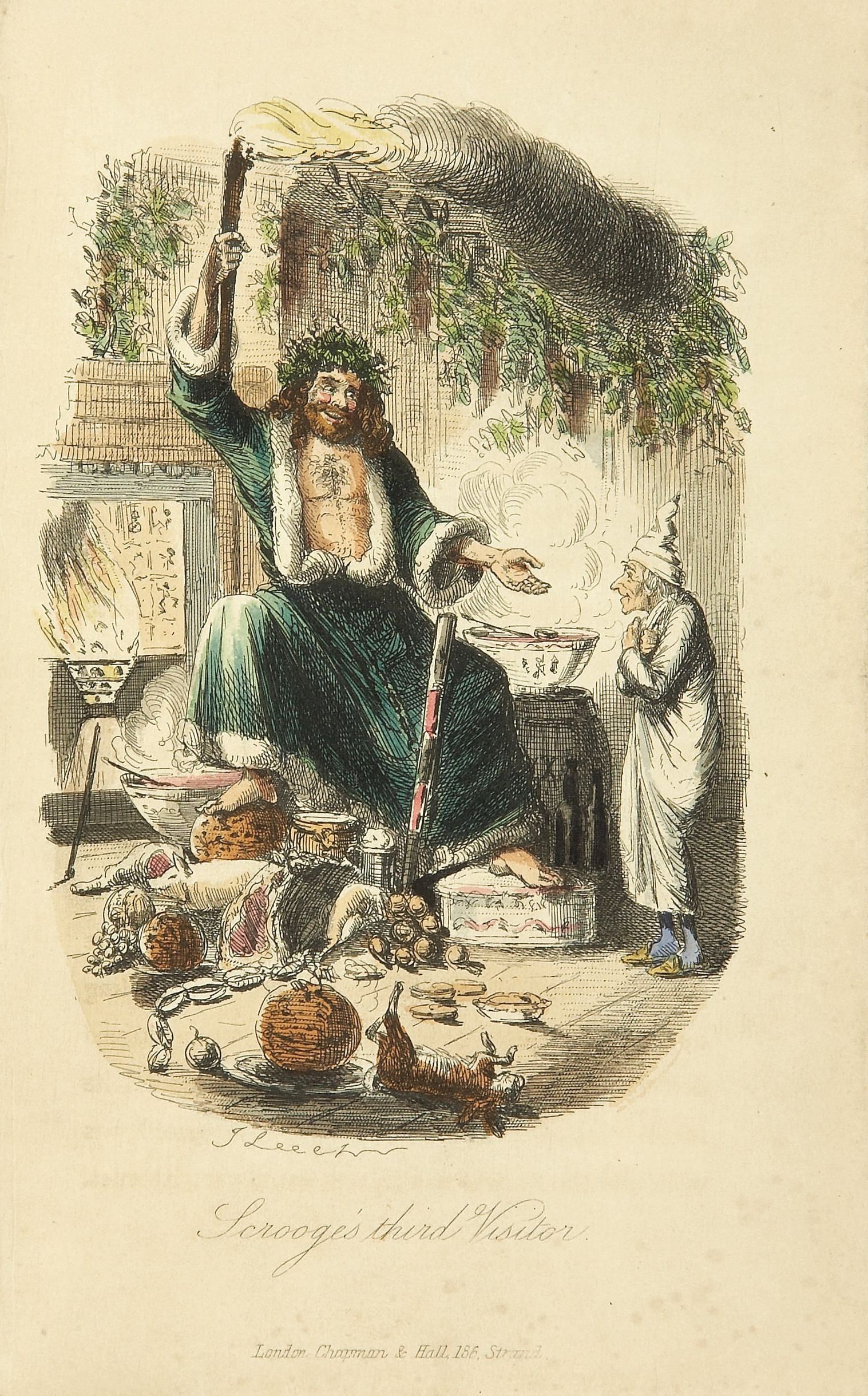
Father Christmas in un'illustrazione nel Canto di Natale di Charles Dickens

Un tipico personaggio del folclore natalizio britannico è Father Christmas, una figura attestata sin dal XV secolo in una poesia redatta nel Devon. Originariamente una personificazione del Natale e non un portatore di doni, la sua figura si è in seguito evoluta nel corso del XIX secolo e progressivamente è stata assimilata a Santa Claus.

### Decorazioni

#### La tradizione dell'albero di Natale nel Regno Unito
La tradizione dell'albero di Natale fu introdotto nel Regno Unito e, in particolare, in Inghilterra nel corso del XIX secolo dal principe Alberto, il marito tedesco della regina Vittoria.
Una testimonianza dell'usanza arriva proprio dalla casa reale, dove nel Natale del 1800, la regina Charlotte, moglie di re Giorgio III, aveva addobbato un albero di Natale con dolci e giocattoli.

### Altre tradizioni

#### La tradizione del ceppo di Natale nel Regno Unito
La tradizione del ceppo di Natale era ampiamente diffusa in tutto il Regno Unito; facevano eccezione soltanto le pianure scozzesi a causa della scarsità di foreste.
In Inghilterra, si usava raccogliere il ceppo già nel giorno della Candelora.

#### Boxing Day
Il giorno di Santo Stefano (26 dicembre) è noto nel Regno Unito, come "Boxing Day": oggi associata con l'inizio dei saldi, questa tradizione consiste in origine con il regalare mance alle persone povere.

#### Wassailing
Un'antica tradizione inglese era il wassailing. Si tratta di una tradizione che prende il nome dalla coppa del wassail (dall'ags. wæs hæl = "buona salute"), che veniva portata in giro per le case intonando canti natalizi oppure usate per benedire gli alberi da frutto o gli animali nella stalla.

#### Caccia allo scricciolo
In Inghilterra e Galles (come in Irlanda) era diffusa la tradizione per il giorno di Santo Stefano di andare a caccia dello scricciolo, portando poi in corteo il corpo dell'uccellino: si tratta presumibilmente di un'usanza legata all'inversione sociale, dato che l'animale era protetto per tutto il resto dell'anno.

#### Cartoline natalizie

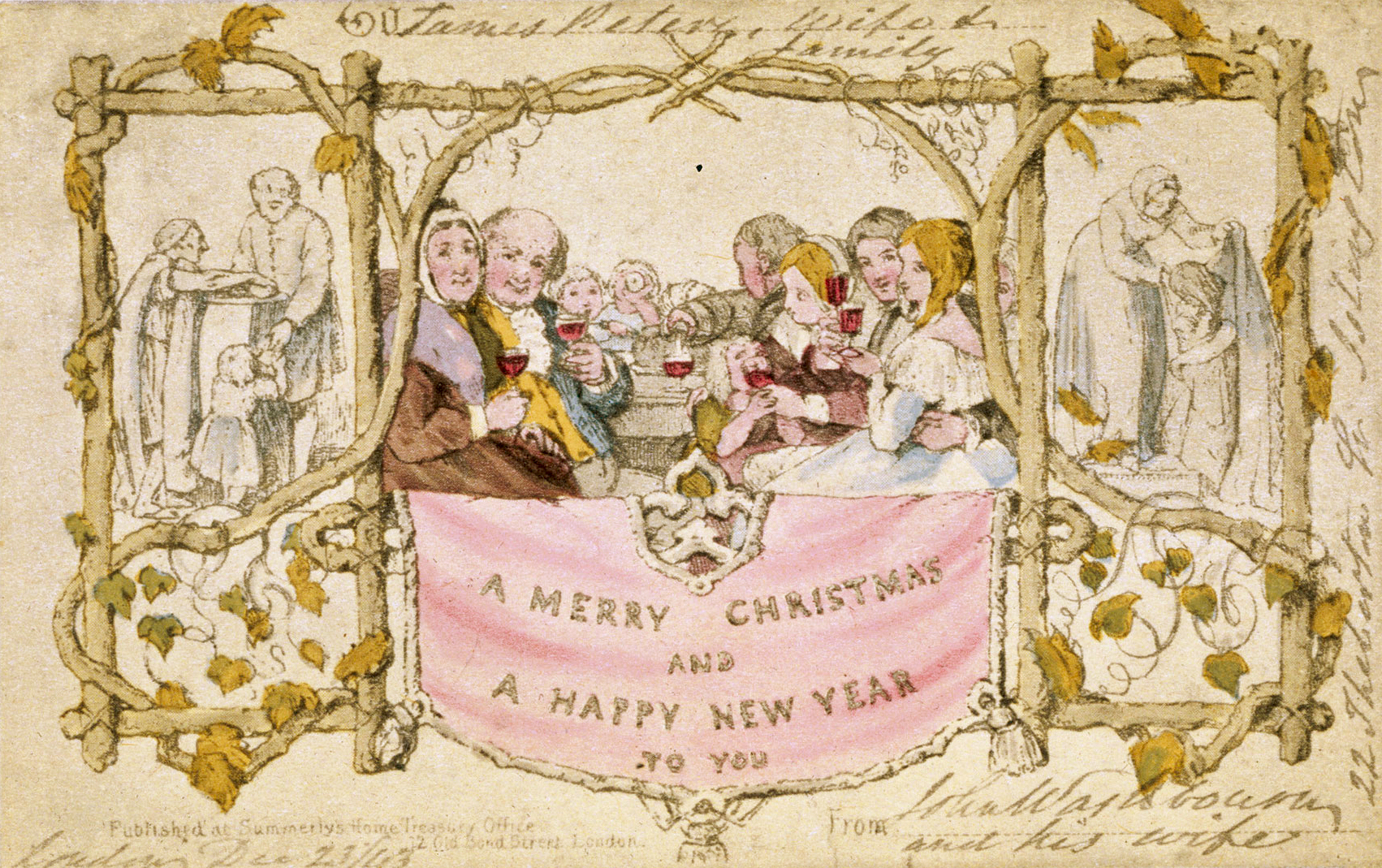
La prima cartolina natalizia "ufficiale" della storia, disegnata nel 1843 da John Callcott Horsley (1817-1903)

Proviene dal Regno Unito la prima cartolina natalizia della storia: fu infatti realizzata nel 1843 a Londra dal disegnatore John Callcott Horsley su commissione di Henry Cole e recava la scritta A Merry Christmas and a Happy New Year to You.

## Gastronomia

### Dolci tipici

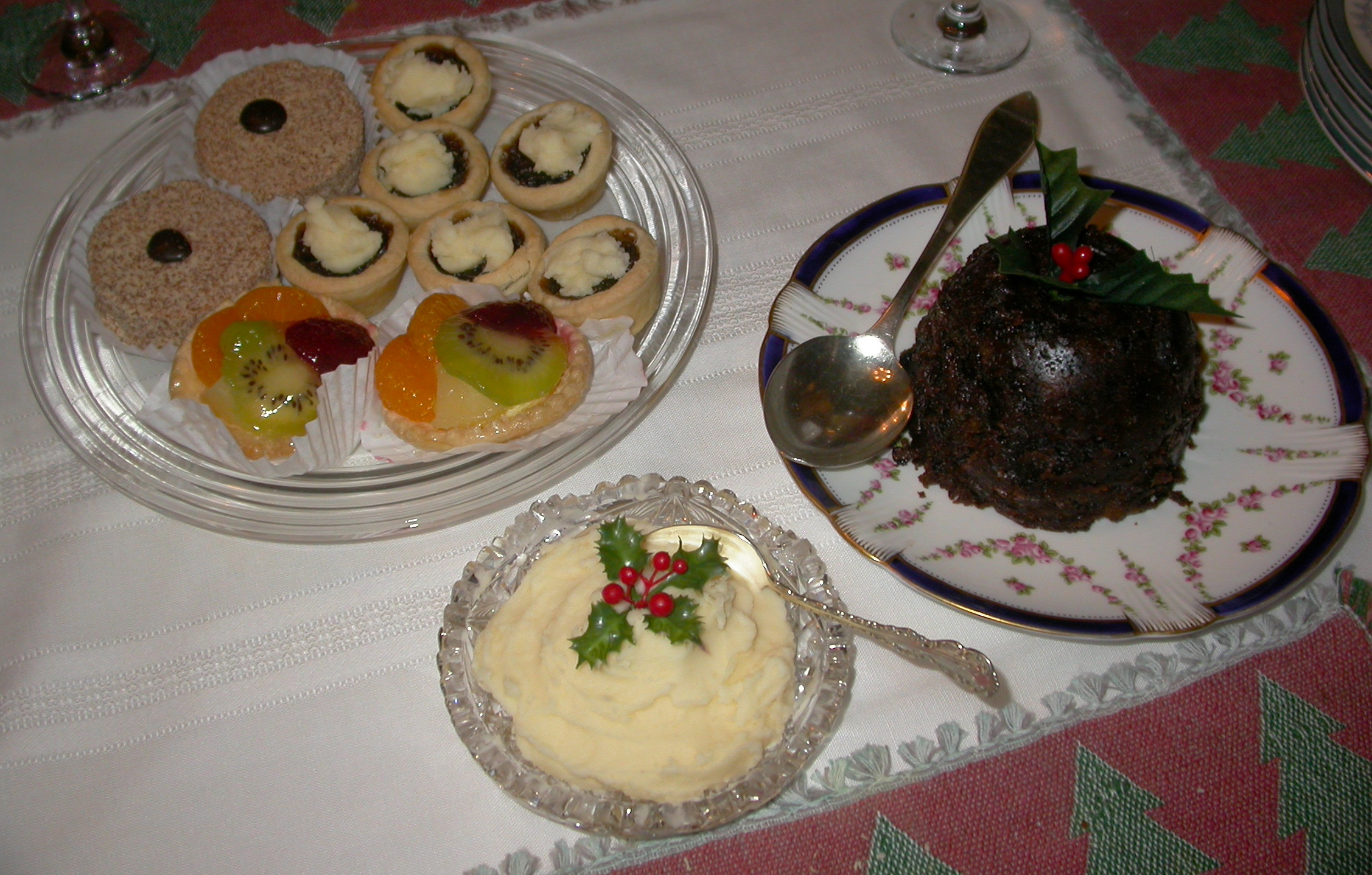
tavola con dolci natalizi nel Regno Unito

La gastronomia britannica prevede vari tipi di dolci a base di frutta.
Si è supposto anche un legame di questi dolci con questi dolci, che avrebbero in origine contenuto lo spirito del grano.

#### Christmas pudding
Un tipico dolce natalizio dell'Inghilterra è il Christmas pudding o plum pudding o plum duff: si tratta di un dolce a base di uova, mandorle, frutta candita e spezie, che viene servito flambé e spesso viene decorato con un agrifoglio.
Questo dolce derivato dal frumenty, un porridge che conosciuto nel XIV secolo, conobbe la forma attuale a partire dalla fine del XVI secolo, ed divenne un dolce natalizio diffuso a metà del XVII secolo. Fu vietato dai Puritani nel 1664.

#### Mince pie
Altro tipico dolcetto natalizio del Regno Unito è il mince pie: a base di cannella e frutta, la sua ricetta potrebbe essere stata introdotta nel Regno Unito nel corso dell'XI secolo dalle Crociate in ritorno dalla Terra Santa.

## Musica natalizia
Ampio è il panorama musicale a tema natalizio che ha avuto origine nel Regno Unito.
Anche l'Inghilterra fu tra i Paesi in cui furono prodotti vari canti natalizi tra il XV e il XVI secolo. Sorsero in questo periodo canti quali Adam Lay Ybounden, Boar's Head Carol e I Saw Three Ships.
Alcuni canti natalizi sorti in questo periodo erano legati a drammi religiosi: ne è un esempio il Coventry Carol.
La maggior parte dei canti natalizi non ottenne tuttavia un'approvazione ufficiale da parte della Chiesa inglese e ad, eccezione di While Shepherds Watched Their Flocks by Night e Hark! The Herald Angels Sing, vennero banditi dai servizi religiosi nel periodo compreso tra il 1660 e il XIX secolo. Inoltre, i Puritani (v. sezione "Storia") avevano proibito l'uso di canti natalizi associati alla questua.
Nel corso del XIX secolo, con la riscoperta del Natale (v. la sezione "Storia"), si assistette all'opera di raccolta di canti natalizi tradizionali ad opera di musicologi quali William Sandys, John Stainer e J.M. Neale, grazie alla quale molti di questi brano hanno potuto essere tramandati fino ad oggi.

### Canti natalizi tradizionali originari del Regno Unito
- The Carnal and the Crane, canto rinvenuto nel XVIII secolo, ma forse di origini più antiche, accompagnato solitamente da un arrangiamento di Ralph Vaughan Williams[30][31]
- Coventry Carol, di autore anonimo, trascritto nel 1531 da Robert Croo e pubblicato per la prima volta nel 1591[32]
- Deck the Halls, brano natalizio pubblicato per la prima volta nel 1862, con testo di Thomas Oliphant e melodia ricavata dal canto gallese Nos Galan[33]
- The First Nowell, canto originario probabilmente della Cornovaglia e databile tra il XVI e il XVII secolo[34]
- The Holly and the Ivy, apparso per la prima volta nel 1710[35]
- Sans Day Carol, canto originario della Cornovaglia, attestato sin dal XIX secolo[36]
- Sussex Carol, conosciuto anche come On Christmas Night True Christians Sing o On Christmas Night All Christians Sing, pubblicato per la prima volta dal francescano e storico irlandese Luca Wadding (1588-1657)[37]
- We Wish You a Merry Christmas, canto tradizionale proveniente probabilmente dall'ovest dell'Inghilterra e le cui origini risalirebbero al XVI secolo[35]

## Il Natale nella cultura di massa britannica

### Letteratura

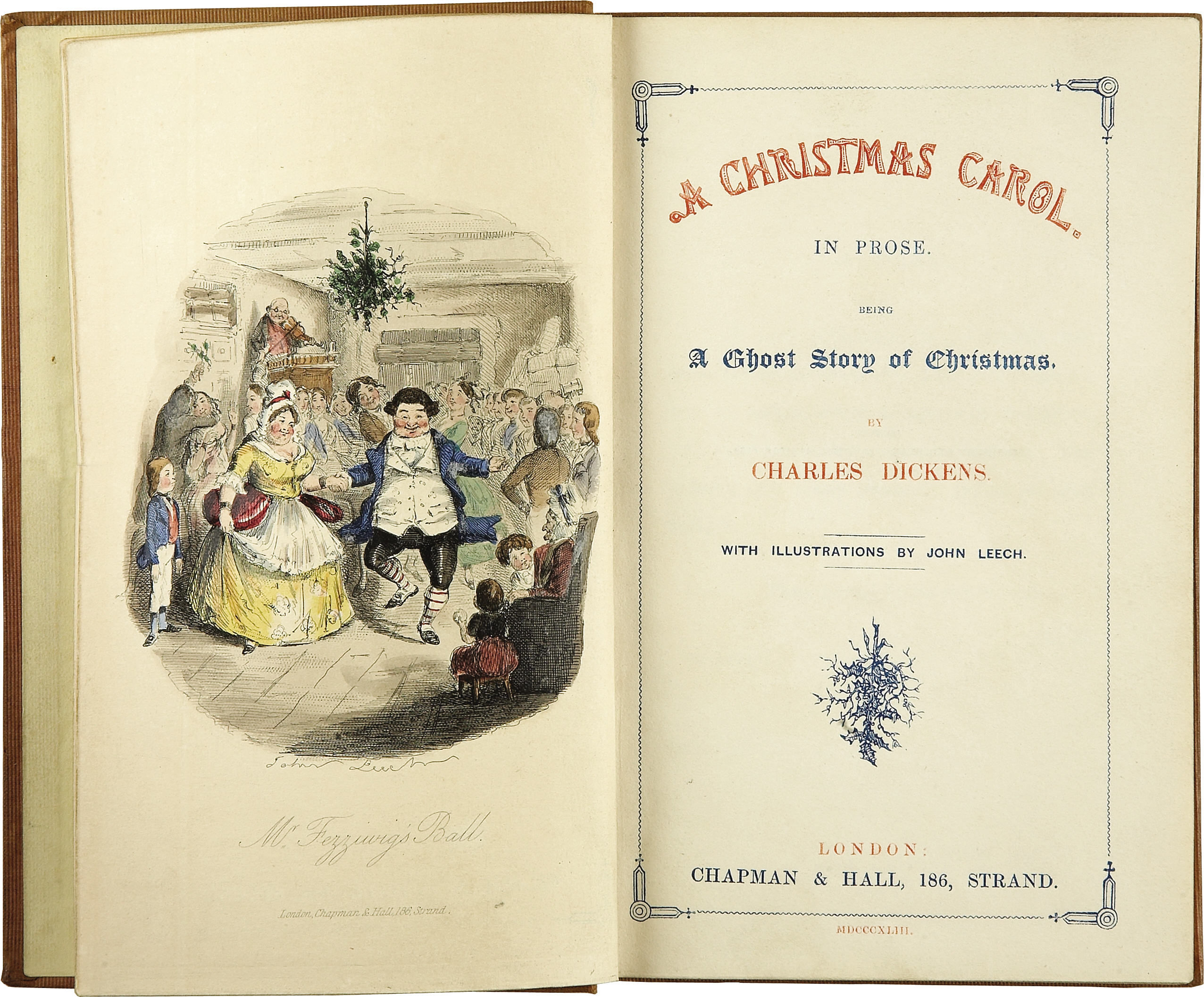
Il frontespizio della prima edizione del Canto di Natale di Charles Dickens del 1843

Un testo importante a tema natalizio è Christmas, His Masque, un dramma scritto da Benjamin Jonson nel 1616. Questo dramma, fornisce una descrizione della figura di Father Christmas.
Le opere di Charles Dickens (1812-1870) furono determinanti per la diffusione del Natale in Inghilterra. Nella produzione letteraria dickensiana e, in generale, nella produzione letteraria del Regno Unito a tema natalizio, spicca naturalmente il racconto Canto di Natale, scritto tra l'ottobre e il novembre dl 1843: il libro ottenne un successo tale che Dickens scrisse in seguito, fino al 1867, annualmente testi di carattere natalizio.

## Galleria d'immagini

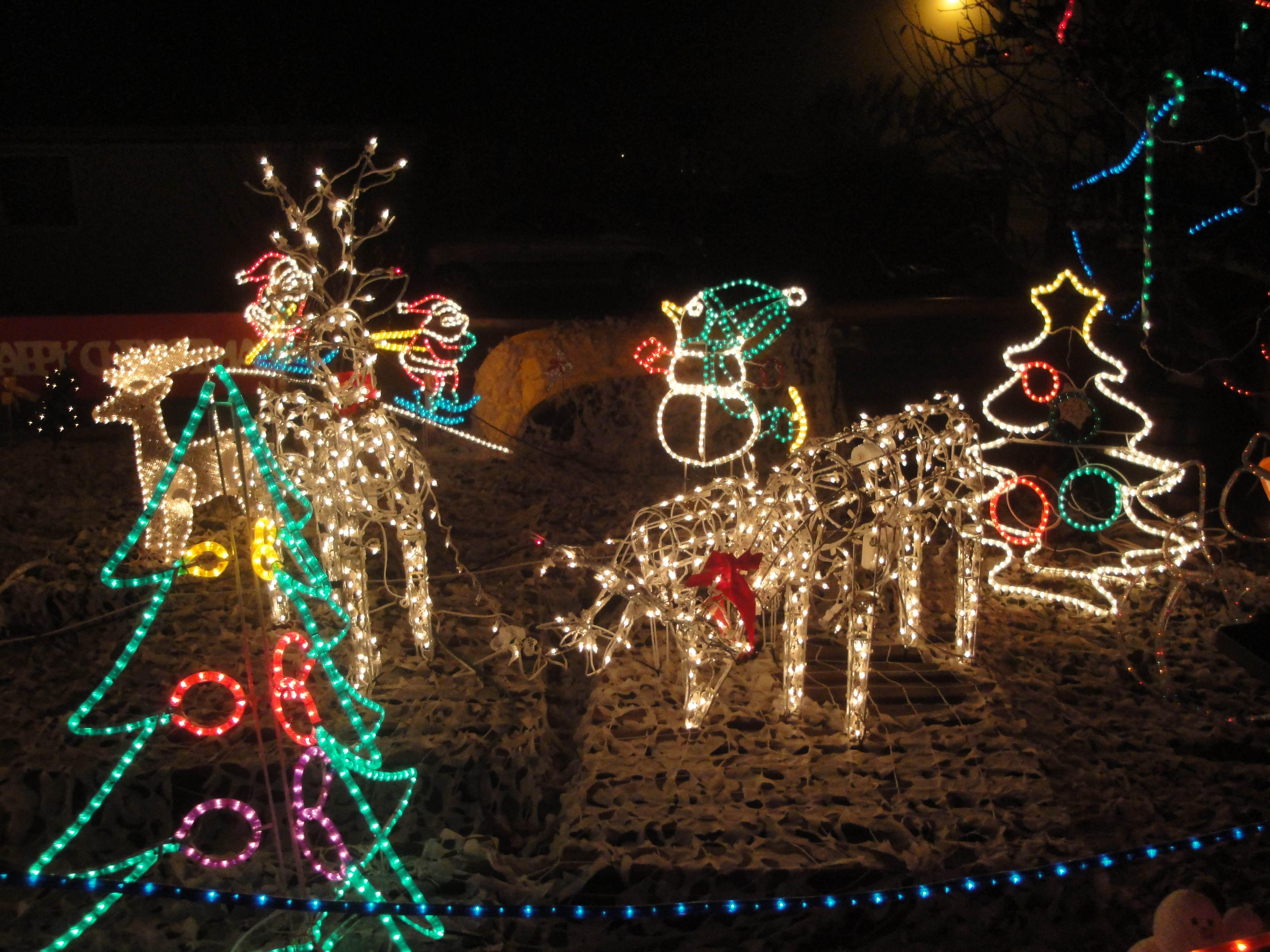
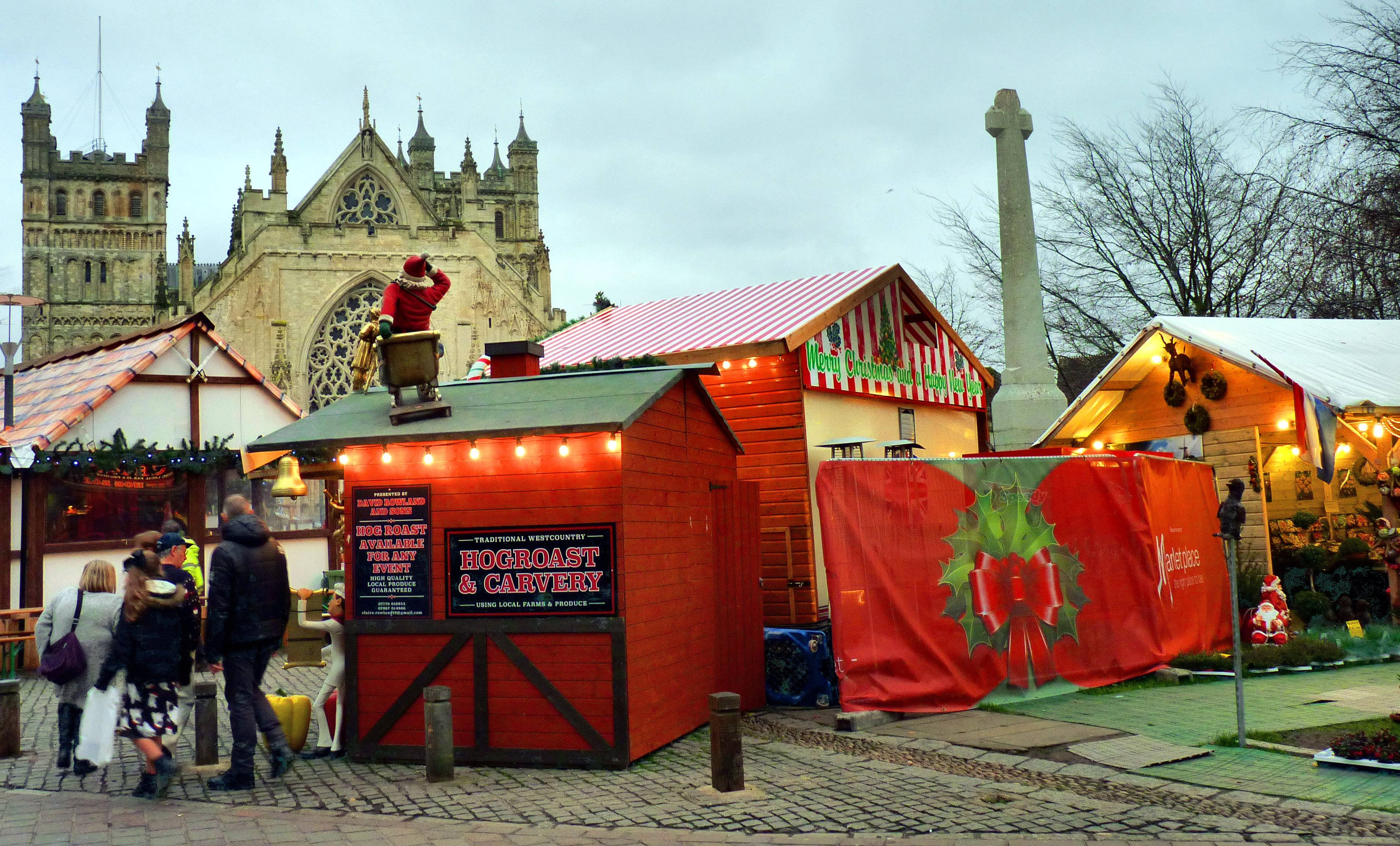
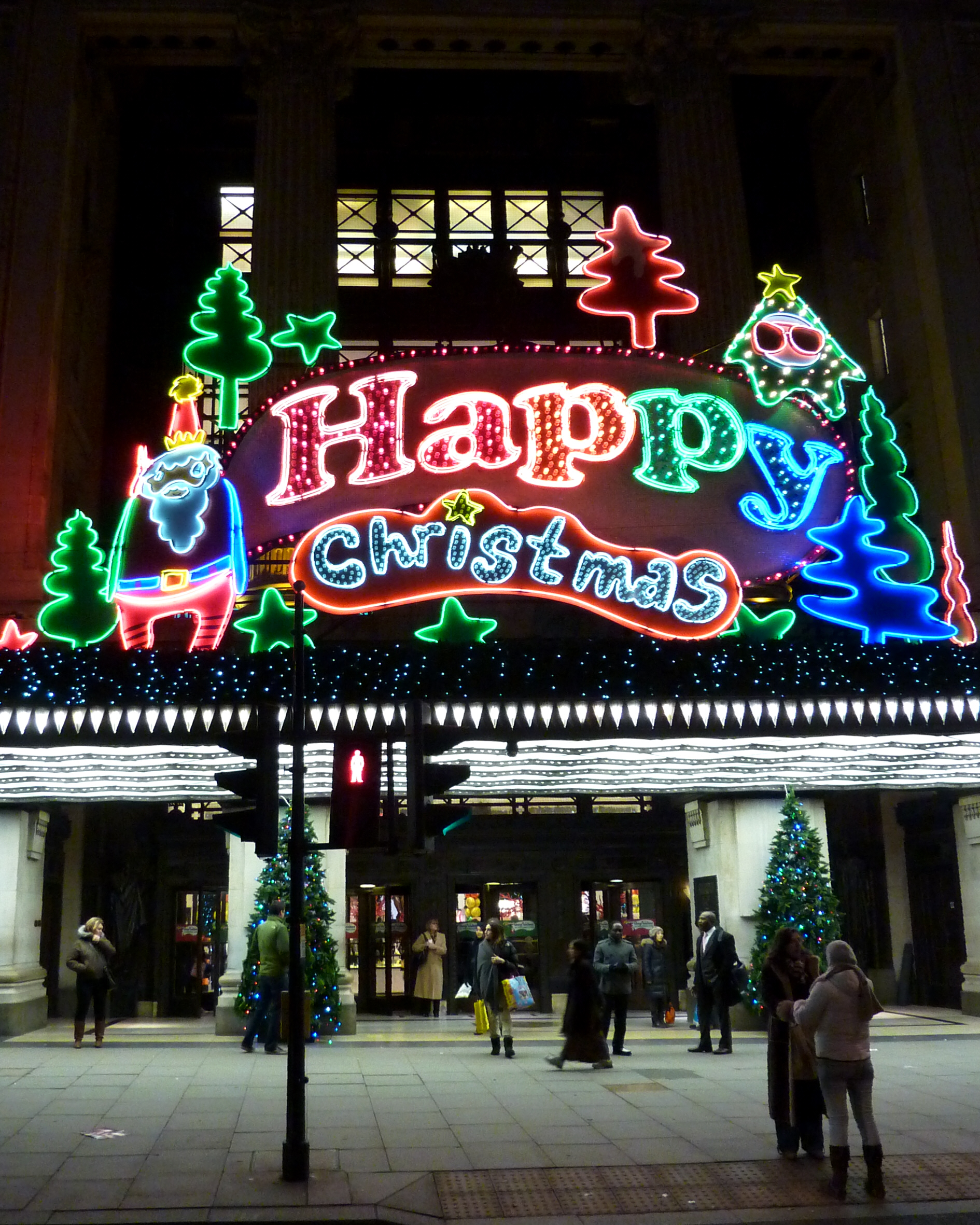
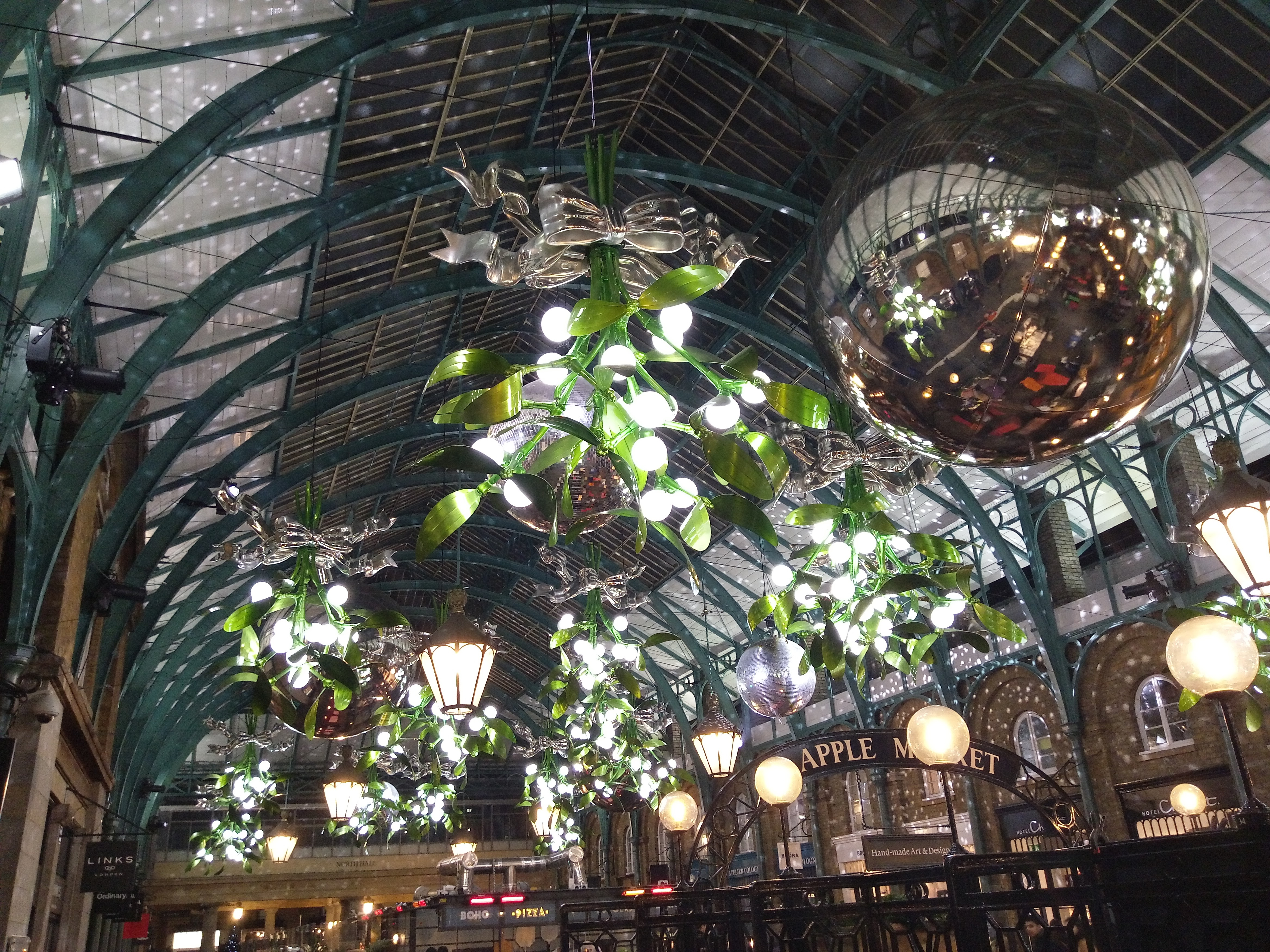
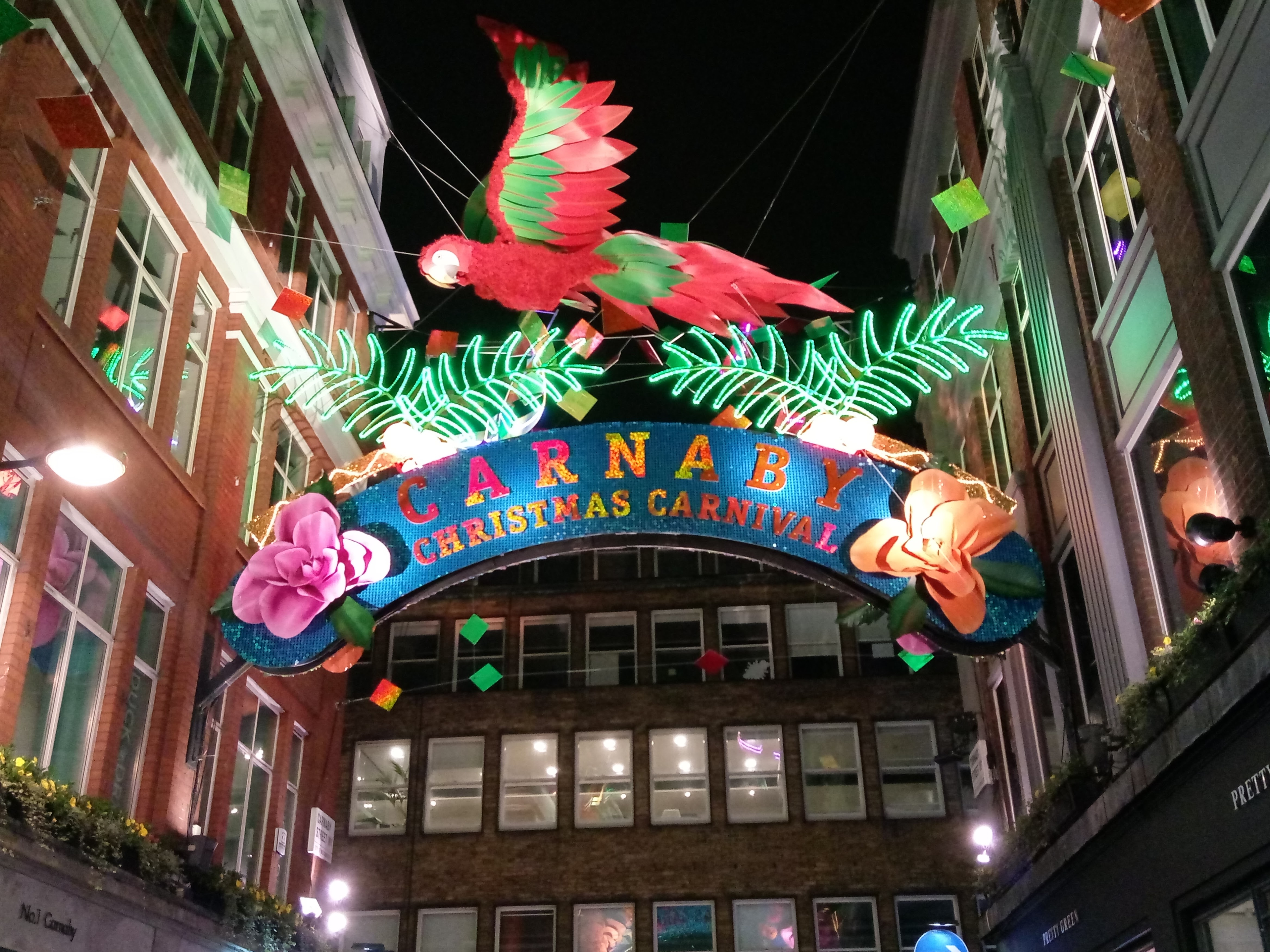
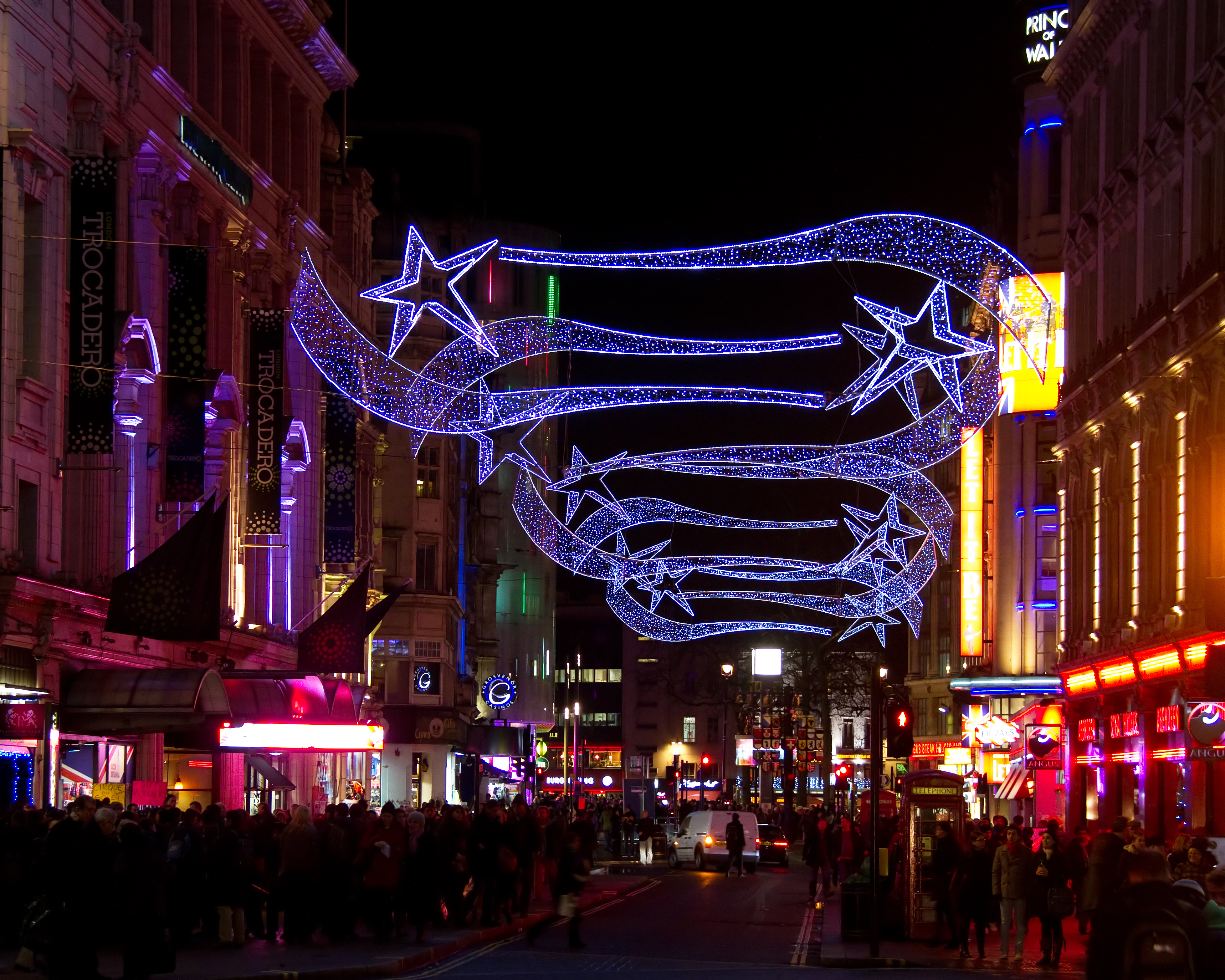

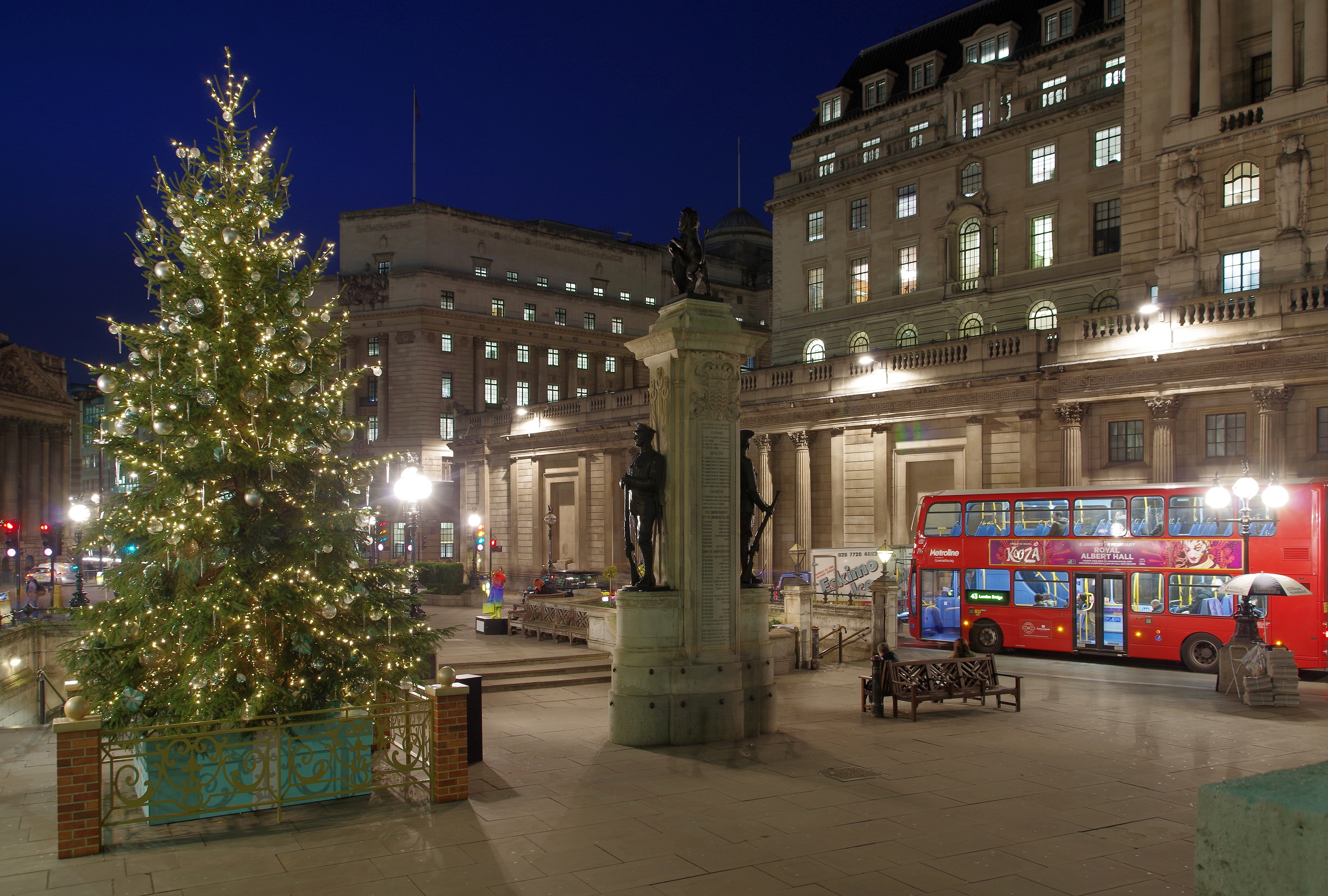
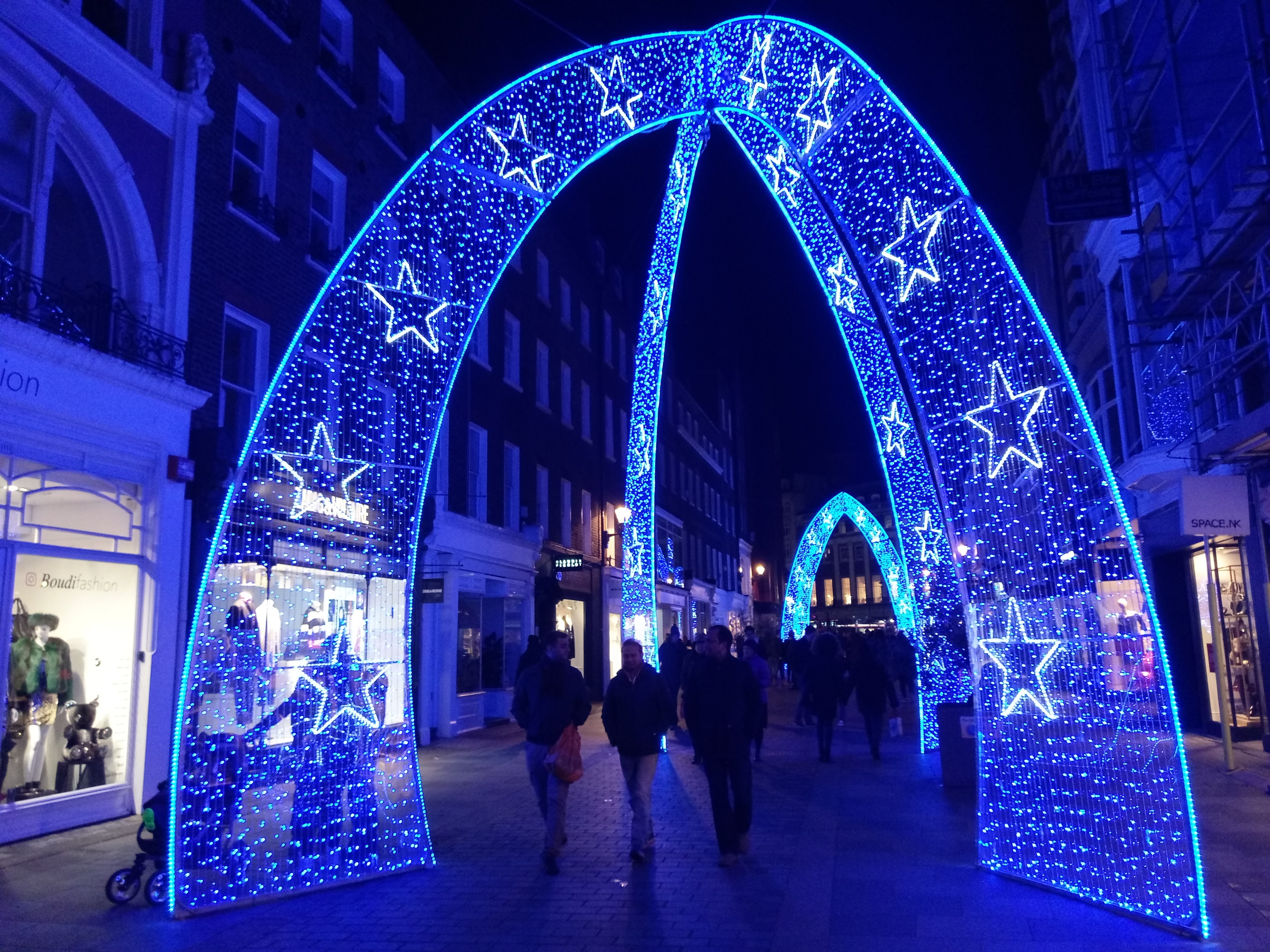
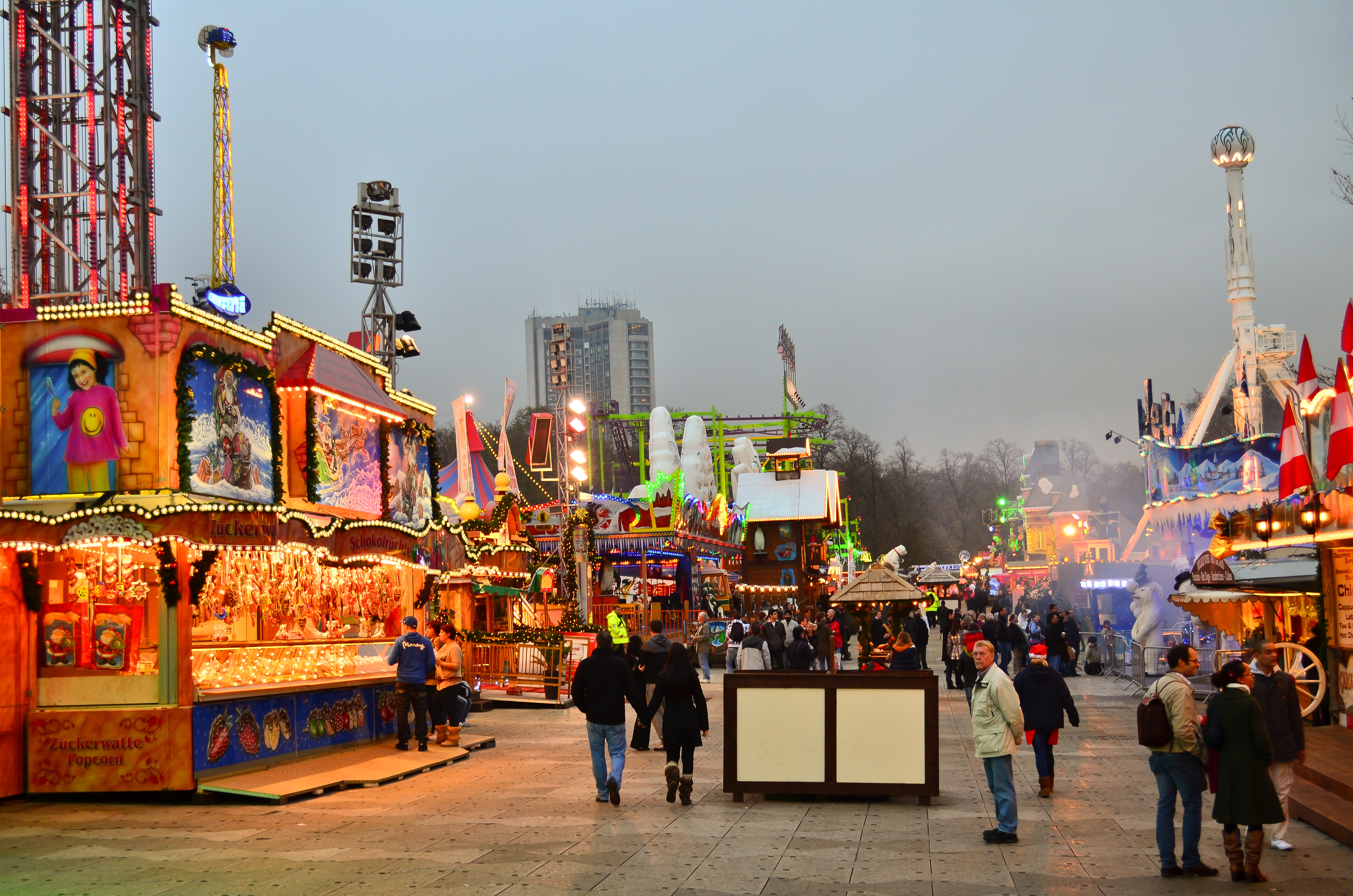
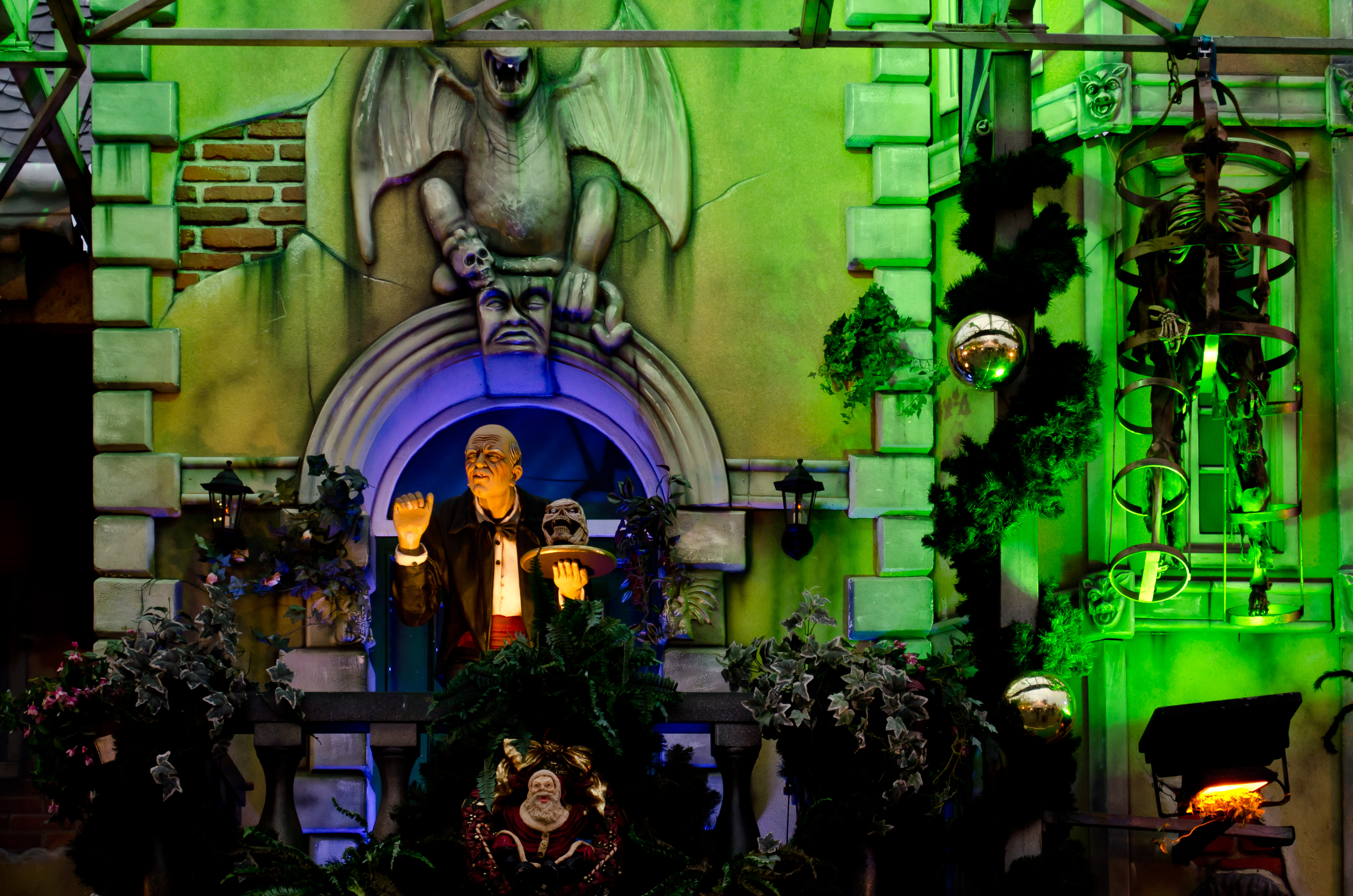
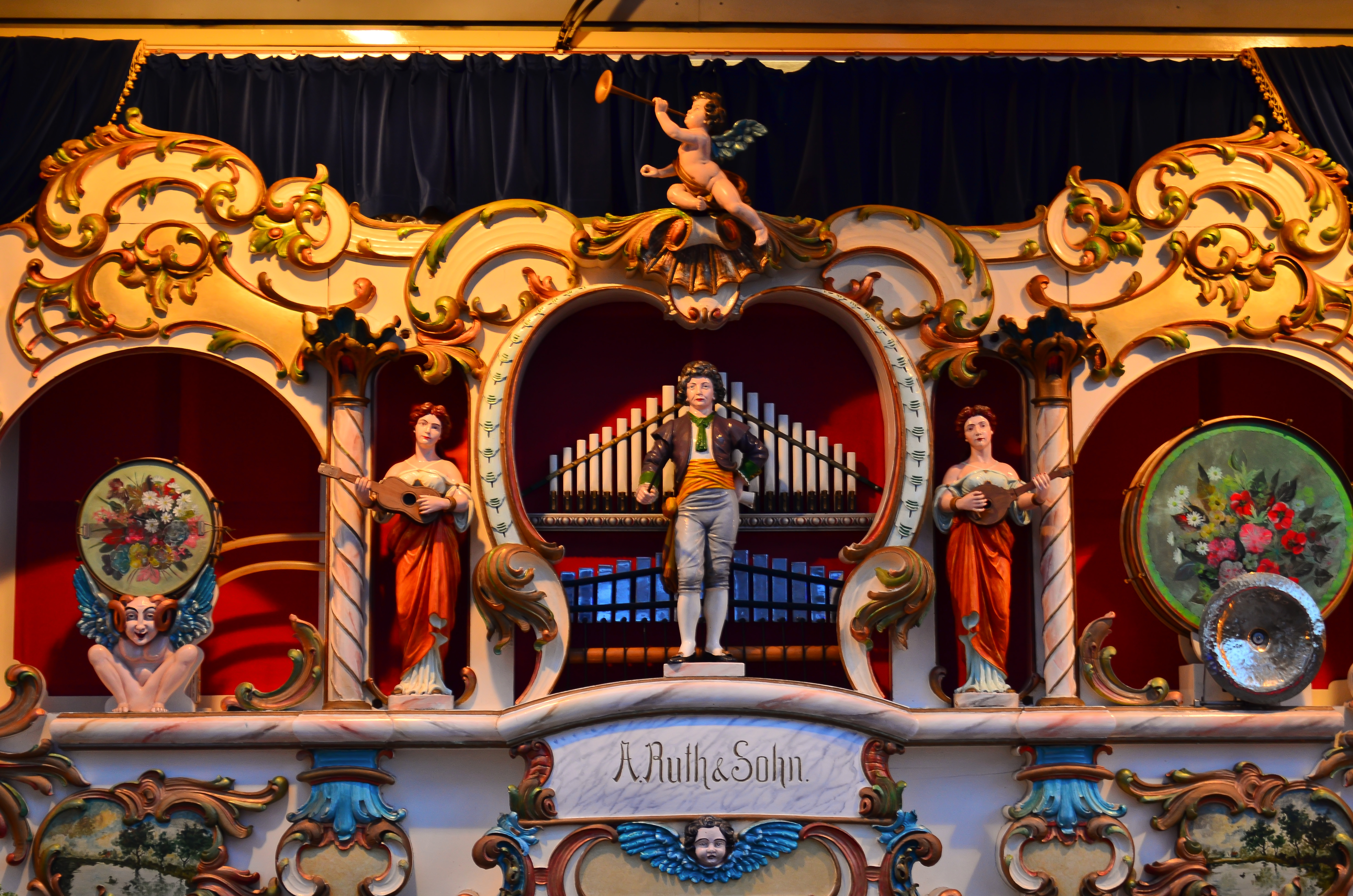
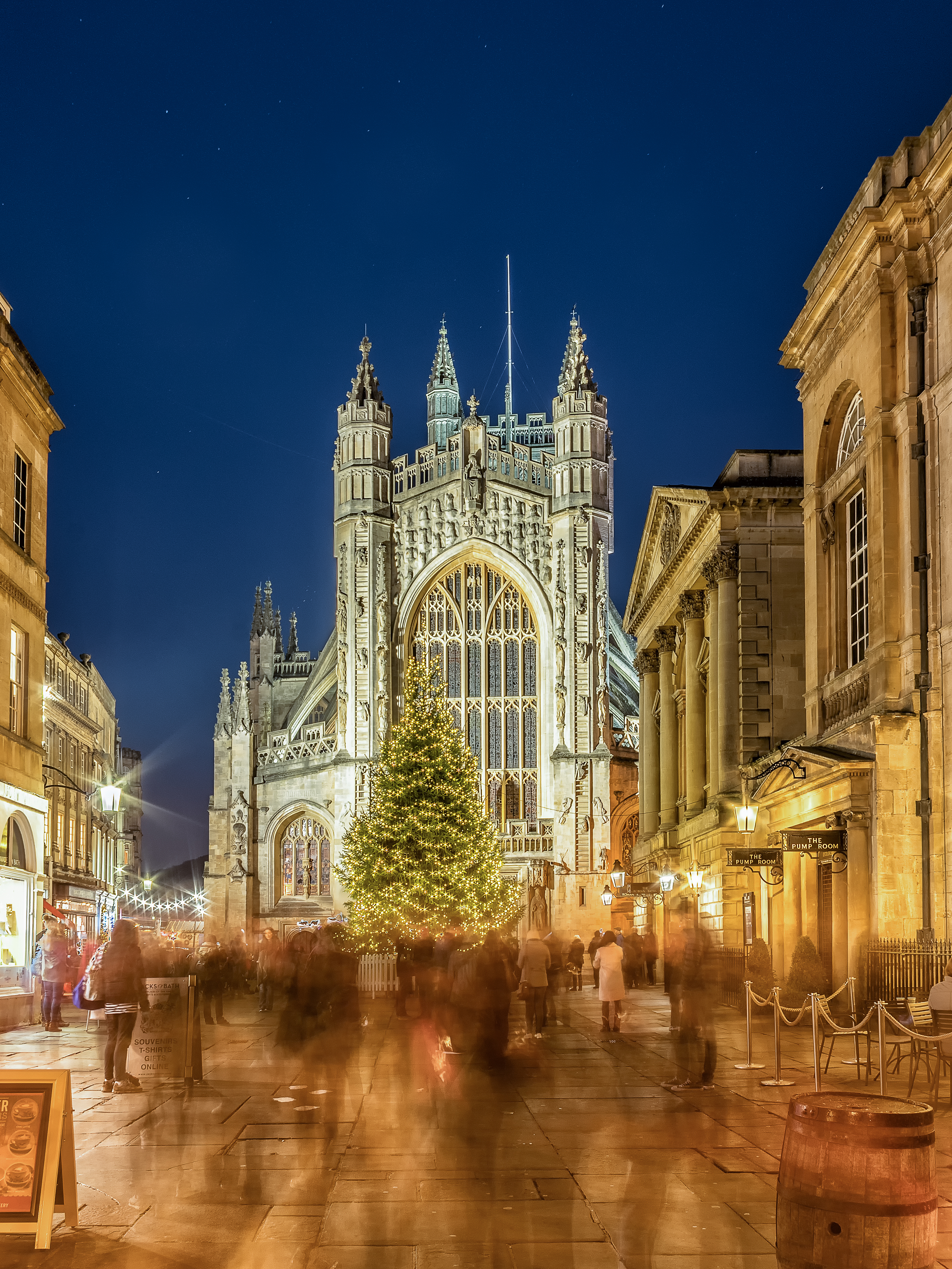